# Pero juna
Pero juna là một loài bướm đêm trong họ Geometridae.